# ハウスボート

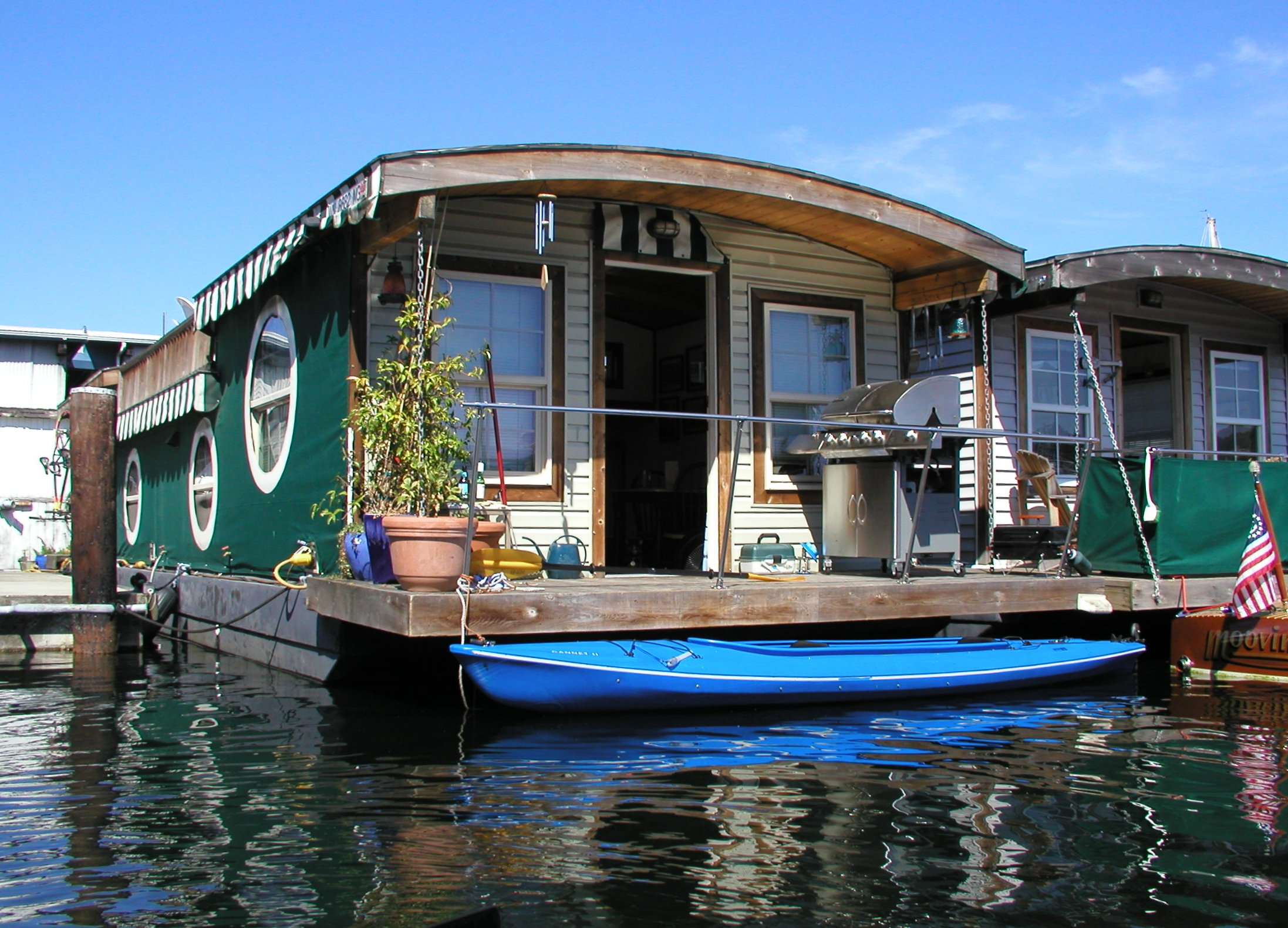
アメリカ、シアトルのユニオン湖に設置されたハウスボート

ハウスボート（英語:Houseboat）は、船を基礎とした住宅。日本では「ボートハウス」、「家船」とも呼ばれる。一部のハウスボートはライフラインを使用するため定点に固定係留され、陸上での生活を主とするため動力を備えていないが、多くのボートハウスでは動力が搭載され自力での航行を可能とする。この他、北米では筏の上に住居を建設する「フロート・ハウス」などがあり、ラフ・ハウスやシャンティ・ボートなどとも呼ばれる。欧州ではナロウボートに代表される個人としての所有や、ボートを旅行者などに貸し出す傾向があり、アムステルダム、ロンドン、パリなど一部の運河などでは年間を通じ居住される。

## 世界各国のハウスボート

### アジア
インド

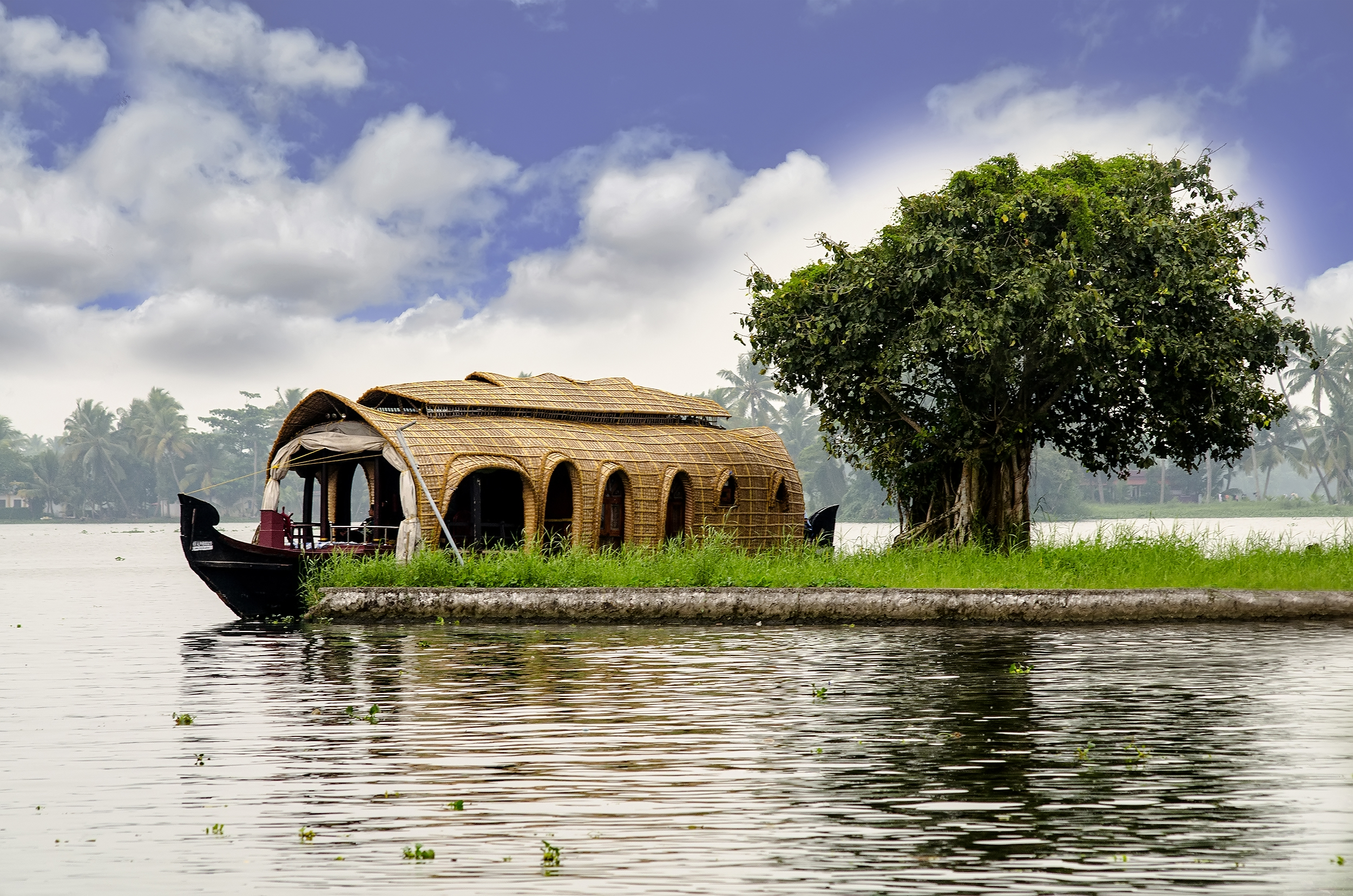
インド、ケーララ州でホテルとして使用されるハウスボート

ケーララ州には観光客への宿泊施設として設置されている。シュリーナガルにある湖畔にも観光客向けの宿は施設として係留されている。
香港
香港島の南側一帯にはボートハウスのコミュニティが形成されている。
ラオス
ラオスに流れるメコン川流域に観光客向けの宿泊施設として係留されている。

### アフリカ
ジンバブエ
1950年代後半からカリバ湖に多数のハウスボートが建設されている。

### オセアニア
オーストラリア

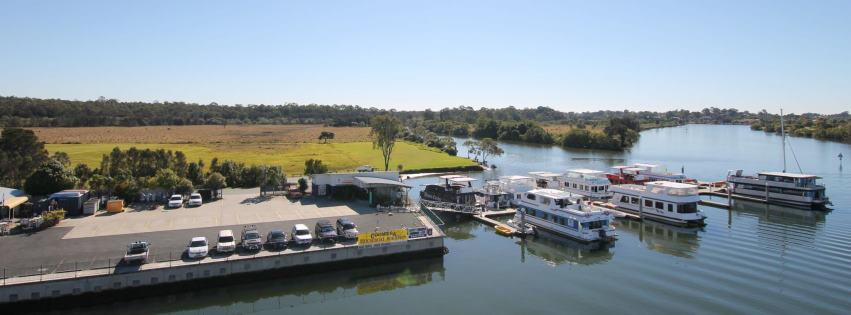
ゴールドコーストに設置されるレンタル用ハウスボート

南オーストラリア州のマレー川流域やクイーンズランド州の海岸に船外機付きのポンツーンを基礎としたボートハウスが多数建設されている。
ニュージーランド
ノースランド地方にあるファンガロア港 の東側一帯はハウスボート専用の場所として利用されている。

### ヨーロッパ
イギリス

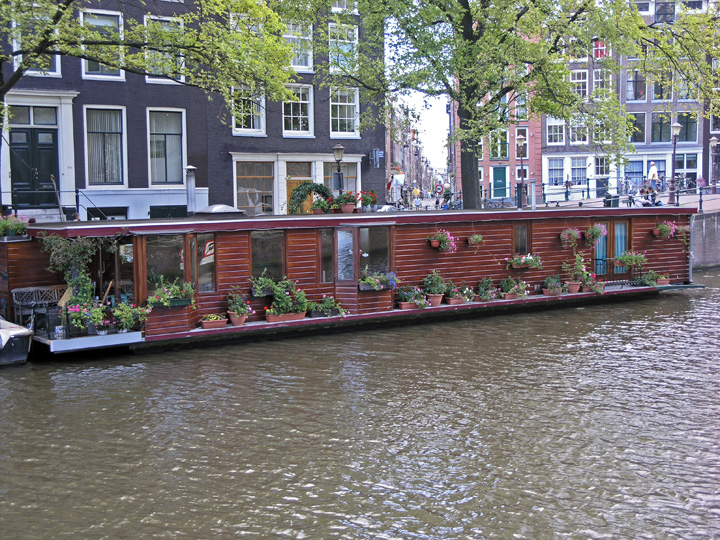
アムステルダムの河川で係留されるハウスボート

運河で使用されるナロウボートが特に著名であり、一年を通して居住され運河を利用した移動も盛んである。
オランダ
アムステルダムの運河にコミュニティや宿泊施設としてのハウスボートが多数存在する。
ドイツ
ハンブルク港やベルリン地区などにハウスボートコミュニティが存在する。
ポーランド
全長9m以内のモーターヨットの製造国としてアメリカに次いで大きく、製造されたヨットは欧州各地に輸出されている。
セルビア
ベオグラードに流れるドナウ川やサヴァ川流域にレジャーやレストラン、クラブ目的として多数のハウスボートが存在する。

### 北米
カナダ

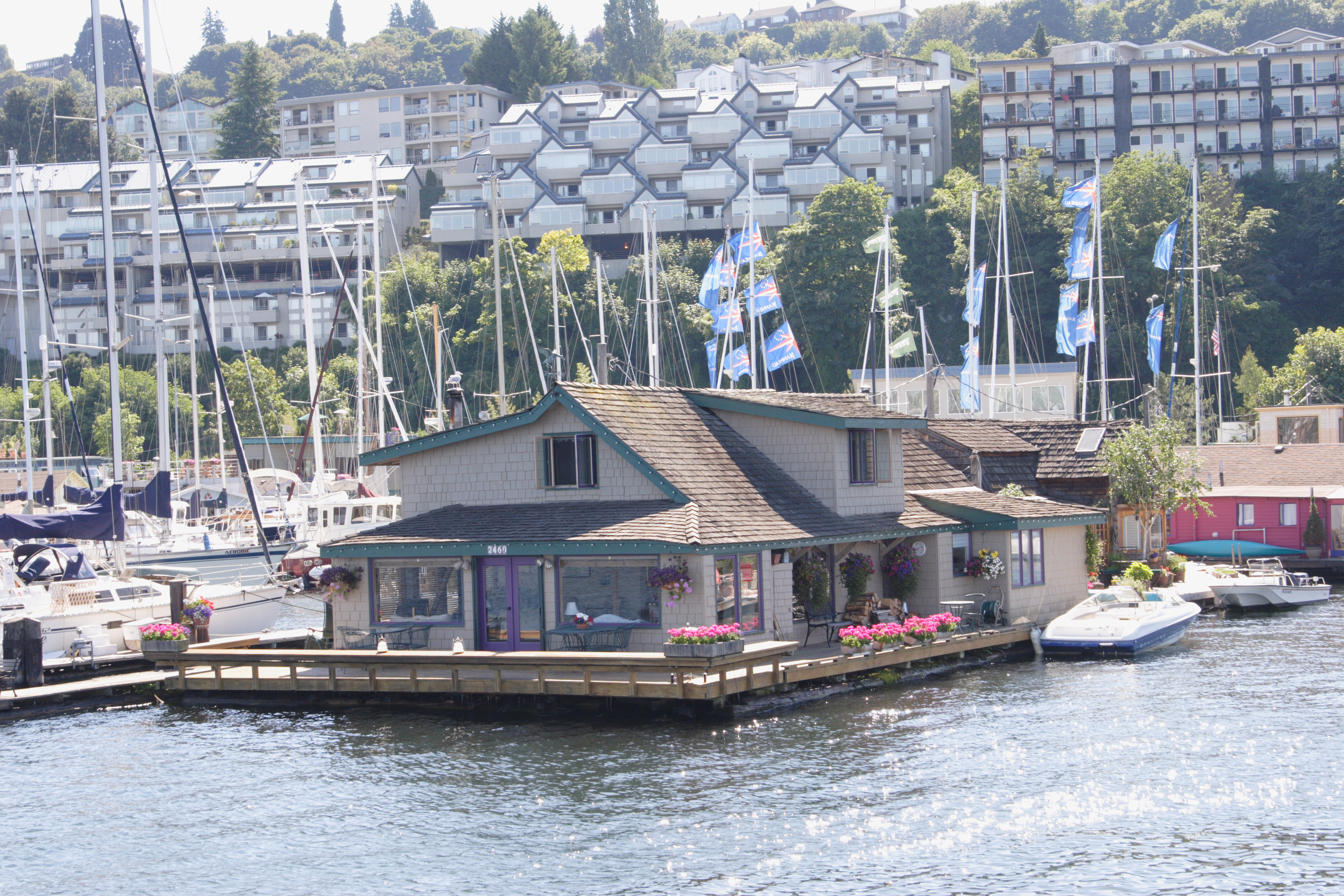
1993年の映画「めぐり逢えたら」でトム・ハンクス演じるサム・ボールドウィン一家が居住したシアトルのハウスボート

ブリティッシュコロンビア州やオンタリオ州で盛んであり、恒久的な住居としてではなくレジャー目的で多数使用される。
アメリカ
シアトルが特に有名であり、湖畔に設置されたものが数多くある。ヨーロッパからの入植者と同時に増え始めており、最盛期には2,500を超えるハウスボートが存在していた。各州の河川や湖などでレジャーや住居として、観光向け宿泊施設として数多く設置されている。

### 中南米
ベネズエラ
マラカイボに20世紀後半、ベネズエラ海軍の元船長によって大型のハウスボート「ラ・カーサ・バルコ（La Casa Barco）」が建設されており、観光名所となっている。

## 発電機での一酸化炭素中毒
多くのハウスボートではガソリン式の発電機を使用しているため、排出される一酸化炭素から一酸化炭素中毒などの問題を引き起こしており、国立労働安全衛生研究所（National Institute for Occupational Safety and Health, NIOSH）による検証と並行して、アメリカ合衆国国立公園局とアメリカ沿岸警備隊によるハウスボートにおける大気汚染レベルに付いて検証を実施しており、調査結果からアメリカでは600件を超えるボート関連での何かしらの中毒が確認されており、この内100件以上での死亡例が報告されている。また、250件を超える一酸化炭素中毒がハウスボートで発生しており、この内200件は発電機の排気ガスが起因していることが明らかになっている。この結果からハウスボートメーカーや発電機メーカーは政府機関と協力しながらハウスボートでのCO濃度低減に向けたリスクアセスメントを行っている。

## 画像

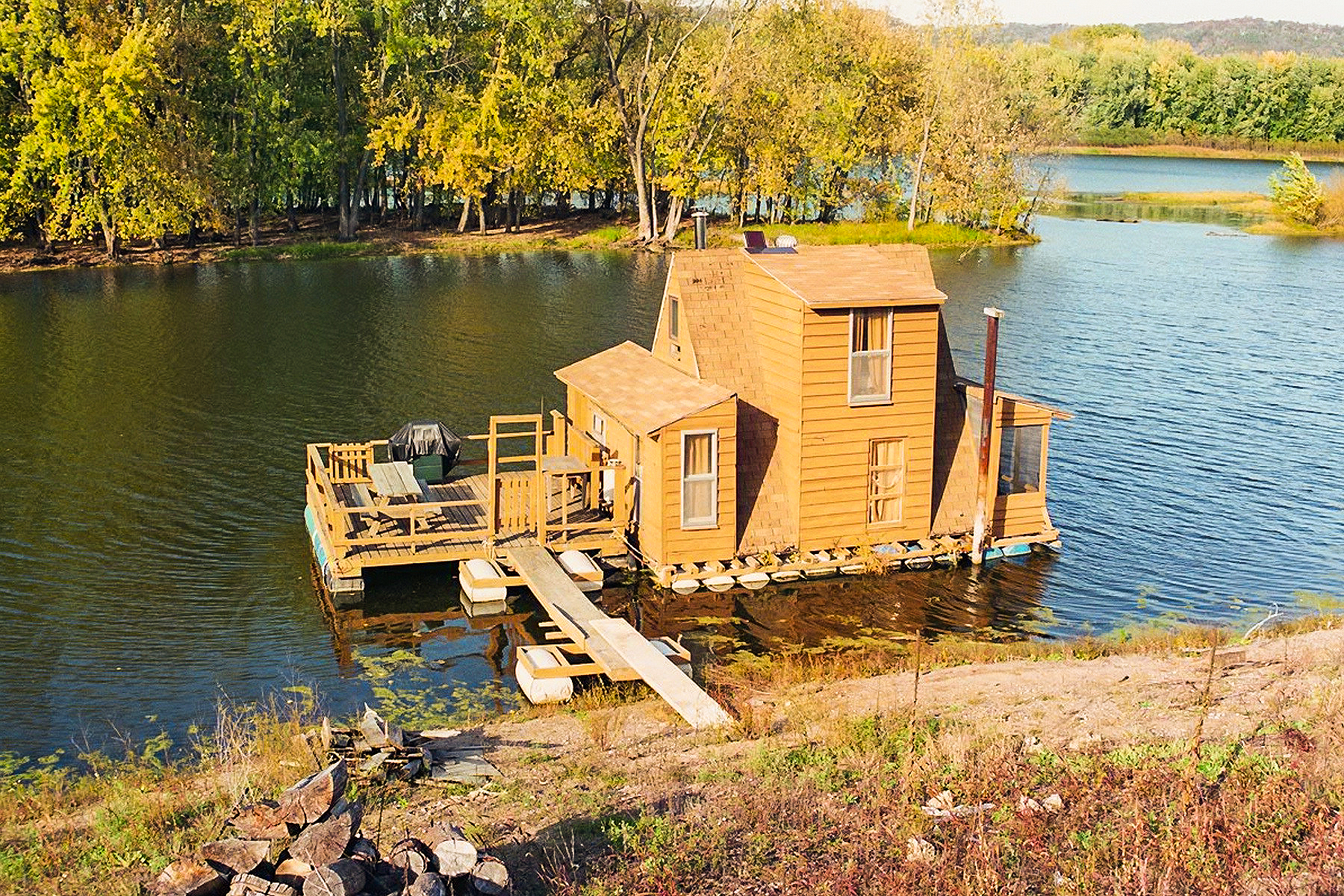
ウィスコンシン州ミシシッピ川に建設されたハウスボート。
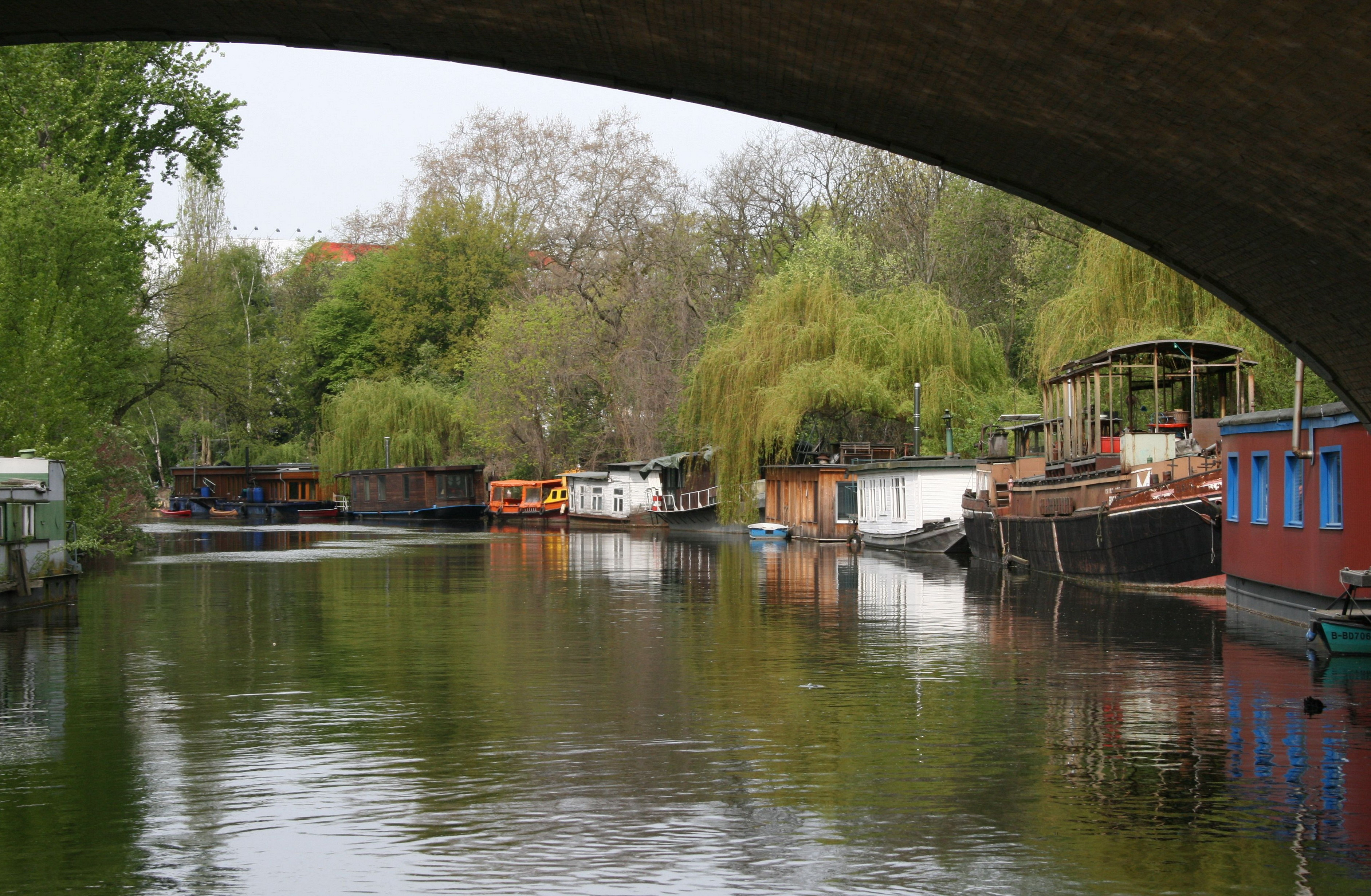
ドイツ、ベルリンの運河に係留されたハウスボート。
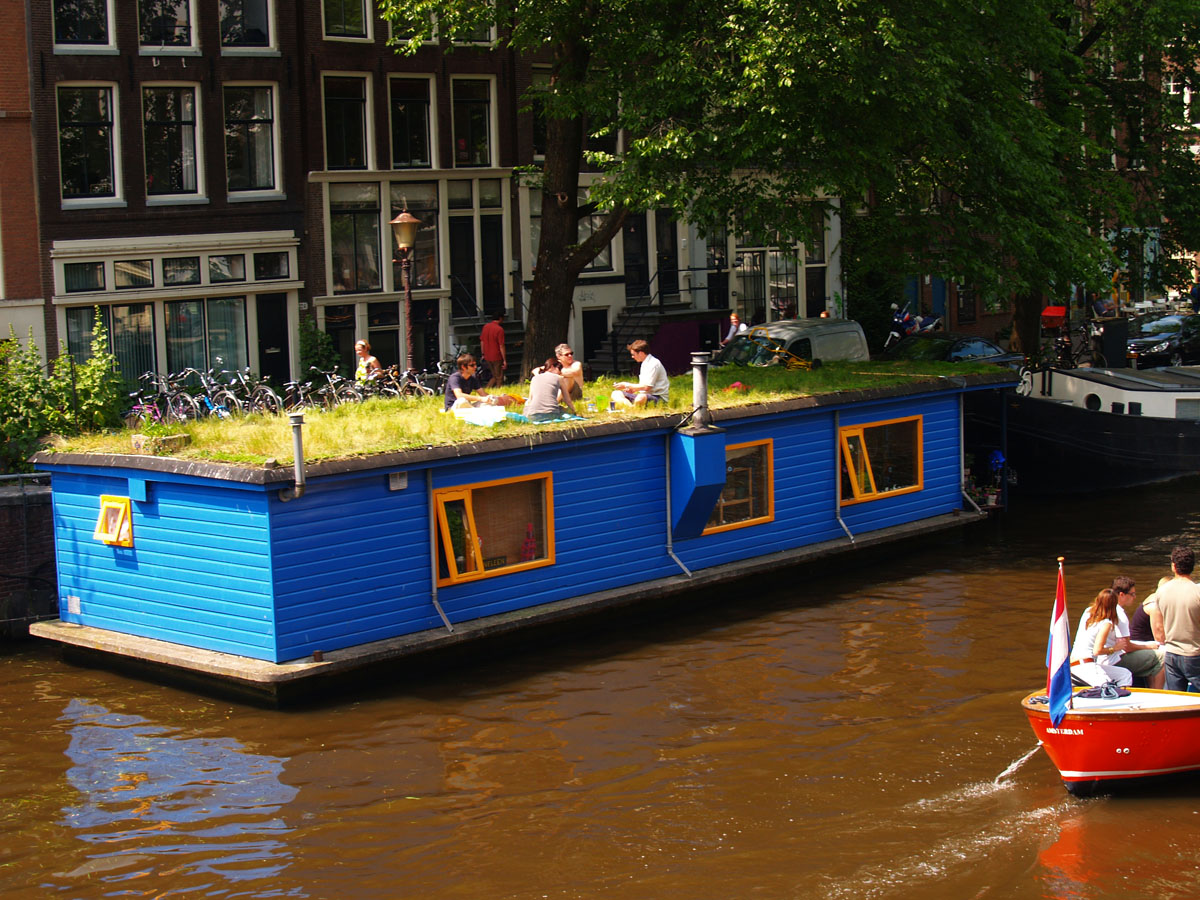
オランダ、アムステルダムの河川に係留されたハウスボート上でくつろぐ人々。
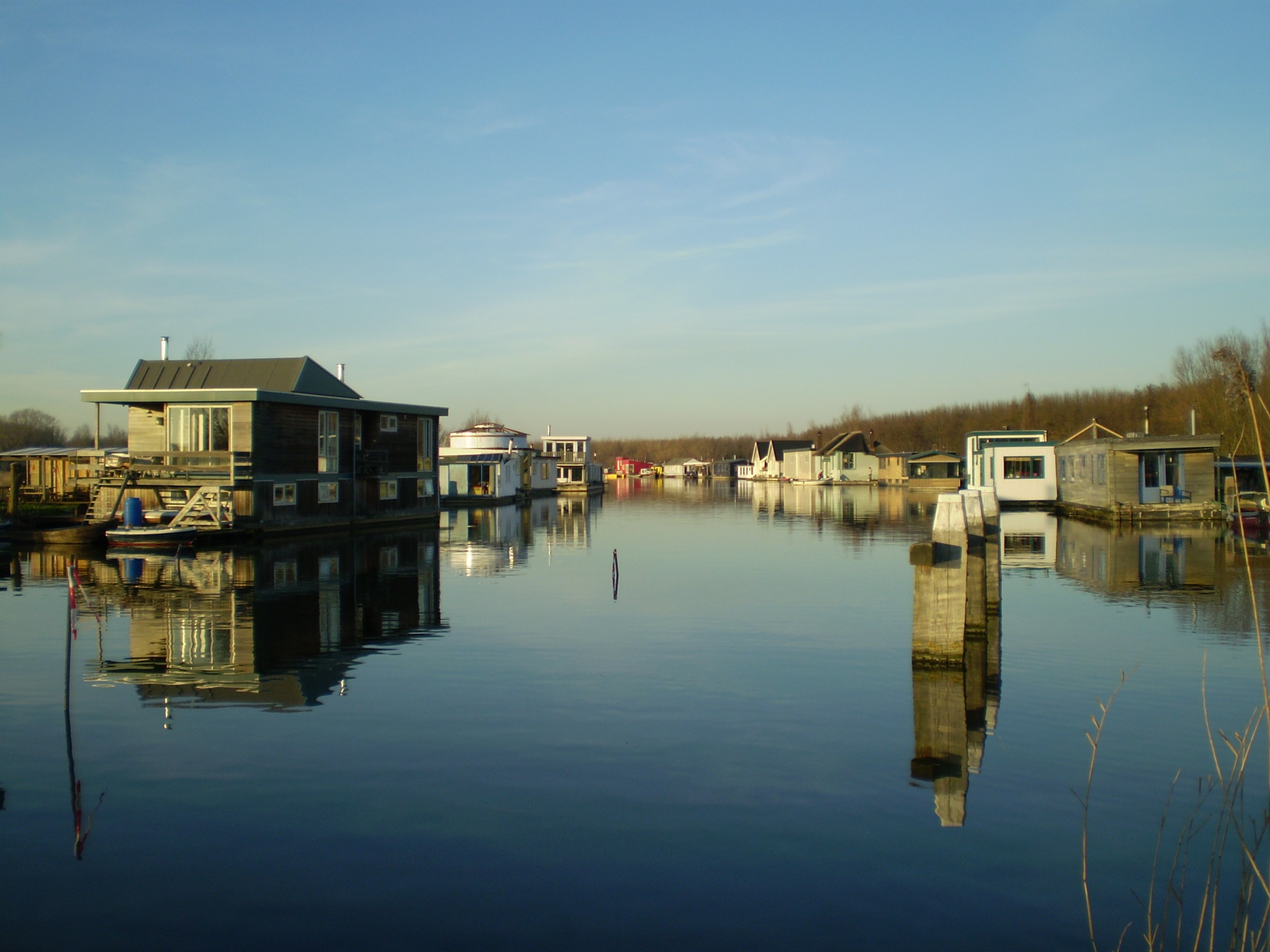
オランダの河川に係留されたハウスボート。
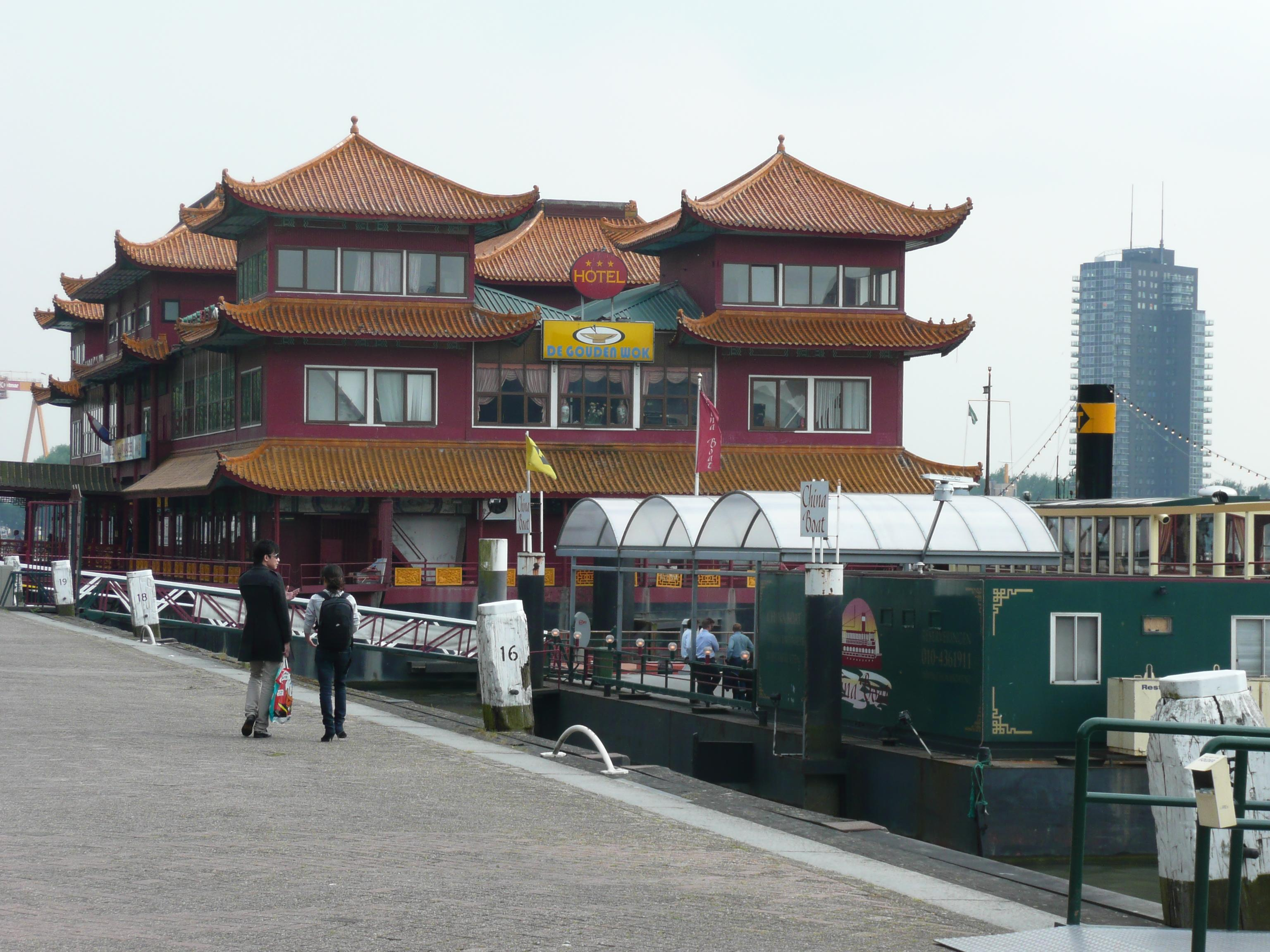
ロッテルダムに係留されたハウスボートホテル。
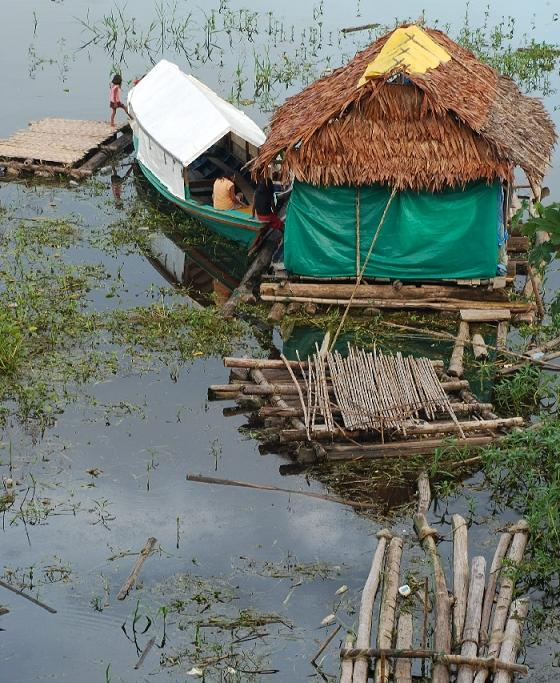
ペルー、イキトスの河川に係留されたハウスボート。